# Pedaliante
Il pedaliante (contrazione di pedali e aliante, cioè aliante a pedali), nome completo Bossi-Bonomi Pedaliante o anche cicloaliante Bossi-Bonomi, è stata una macchina volante, costruita nel 1936 accreditata come il primo veicolo al mondo che ha reso possibile il volo a propulsione umana, record conseguito il 18 marzo 1937 presso l'aeroporto di Cinisello Balsamo.
Fu progettato da Enea Bossi e costruito da Vittorio Bonomi, mentre pilota fu Emilio Casco, un maggiore dell'esercito italiano, nonché ciclista dall'eccezionale resistenza fisica. Si è stabilito che nessuna persona comune avrebbe potuto ripetere l'esperienza di volo con il pedaliante.
Per supportare il decollo venne anche utilizzata una catapulta di lancio, che permise al veicolo di volare per 1 km nell'ambito di una competizione italiana. Ha effettuato 80 voli in totale, di cui 43 senza l'uso della catapulta. Insieme al Mufli tedesco è stato l'aereo meno veloce mai costruito.

## Storia

### L'inventore

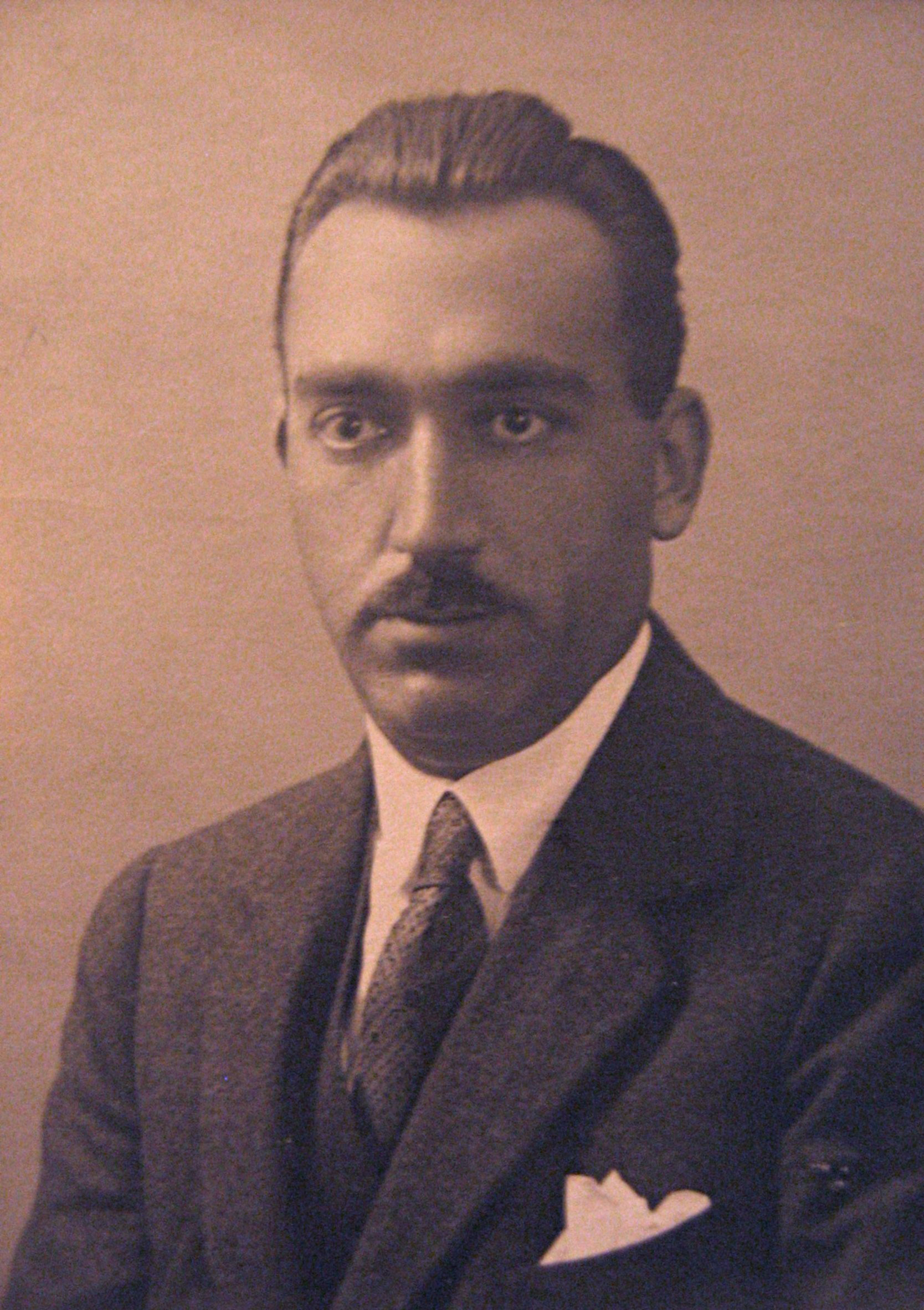
Ritratto di Enea Bossi

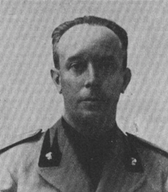
Vittorio Bonomi in divisa

Il pedaliante è una creatura dell'Ing. Enea Bossi (nato a Milano il 29 marzo 1888), un ingegnere aerospaziale italiano, naturalizzato in America, pioniere dell'aviazione. Si diplomò e specializzò in fisica e matematica presso l'Istituto Tecnico di Lodi nel 1907.
Nel 1914 emigra dalla Francia dove viveva, verso gli Stati Uniti dove acquisisce la cittadinanza il 16 marzo 1926. Nella sua lunga carriera professionale sono stati molti ed importanti i progetti cui ha dato un contributo essenziale. Muore nel 1963, all'età di 74 anni, al Miami Valley Hospital durante una visita ad un amico.
Egli è noto per diversi importanti progetti che hanno fatto la storia dell'aviazione; tra questi la progettazione del Pedaliante, accreditato come primo aeromobile interamente alimentato a propulsione umana capace di volare per 1 km. Inoltre, fu l'artefice della creazione del Budd BB-1 Pioneer, il primo aeromobile interamente costruito in acciaio inox, insieme ad altri importanti progetti di sviluppo, soprattutto in ambito elicotteristico.

### Sviluppo
Nel 1932, Enea Bossi aveva avuto notizia di un velivolo che era riuscito a volare con successo spinto da un motore di un solo cavallo (0,75 kW) di potenza. Ciò lo spinse a calcolare la potenza minima necessaria per far volare un aereo con un equipaggio. Il suo calcolo determinò un valore minimo di potenza pari a 0,94 CV (0,70 kW); valore che stimò essere alla portata di un volo basato sulla sola potenza muscolare umana.

Durante un viaggio a Philadelphia, Bossi testò la velocità con la quale un aliante trainato riusciva ad alzarsi in volo.
L'esperimento consisteva nell'impiegare un ciclista professionista per il traino di un aliante.
Una molla con scala graduata venne collegata alla corda di traino per misurare il valore della forza esercitata dal ciclista.
Questa procedura con lo stesso esperimento fu poi ripetuta come parte dello sviluppo degli alianti Gossamer Condor e Gossamer Albatross degli anni settanta del secolo scorso.
I risultati ottenuti da Enea Bossi confermarono che la velocità necessaria per il decollo dell'aeromobile poteva essere raggiunta con la sola propulsione umana.
Un secondo esperimento condotto durante un viaggio a Parigi coinvolse una bicicletta ad elica progettata dallo stesso Bossi. Il collaudatore raggiunse una velocità di 37 km/h, ma fu rilevato un inconveniente: l'effetto giroscopico dell'elica generava una coppia tale che la bicicletta diventava instabile.
In base a ciò Bossi concluse, erroneamente, che un velivolo a propulsione umana, per essere in grado di volare, doveva avere due eliche controrotanti per annullare gli effetti di coppia, similmente ai progetti di un elicottero. Alla luce di questi risultati, Bossi decise di progettare un aereo che incorporasse questa complessa caratteristica.
Nell'anno 1933, la Frankfurt Polytechnische Gesellschaft (Società Politecnica di Francoforte), mise in palio un premio per promuovere il volo a propulsione umana. In quel periodo, molte attività tedesche venivano imitate dall'Italia, tanto che nel 1936 il governo fascista italiano offrì un analogo premio di 100.000 lire a chi fosse riuscito volare per un 1 km con la sola forza della propulsione umana, purché effettuato da un cittadino italiano.
Bossi era consapevole che non avrebbe potuto ricevere il premio per via della sua cittadinanza statunitense, ma scelse di tentare la sfida comunque.
Il progetto che Bossi produsse per il concorso venne chiamato Pedaliante, cioè aliante a pedali (in inglese Pedal Glider), perché utilizzava la configurazione e lo schema di costruzione di un aliante convenzionale.

### Tecnica

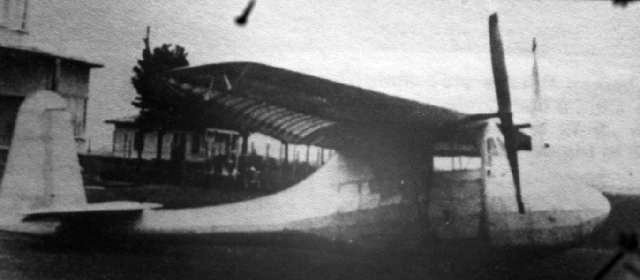
Primo piano laterale del pedaliante.

Il progetto fu realizzato nel 1937 da Vittorio Bonomi, un costruttore di alianti.
Bossi e Bonomi arruolarono per l'impresa, come pilota e insieme motore del pedaliante, un maggiore dell'esercito italiano, Emilio Casco, che al tempo era anche noto come ciclista, soprattutto in virtù della sua prestanza fisica.
Il progetto del monoplano aerodinamico fu fatto nel 1937; esso aveva un'apertura alare di 17,7 m e una superficie di 23,4 m².
Si caratterizzava per la struttura delle eliche a due strati in legno di balsa, ognuna di due metri di diametro.

Il pilota era seduto in posizione semi-eretta, e una catena di bicicletta trasmetteva la forza muscolare dai pedali ad un albero di trasmissione trasversale che era orientato verso le due eliche, disposte sui due lati della fusoliera.
Il peso a vuoto dell'aeromobile era di 97 kg; le ali da sole contribuivano per 45 kg.
In origine il progetto prevedeva una struttura la cui cellula era di legno, con un peso a vuoto di 73 kg e con un possibile sovrappeso di 9,1 kg.
La realizzazione di questo progetto sarebbe stata possibile, ma l'allora Ministero dell'Aeronautica richiese che il veicolo avesse gli stessi requisiti strutturali di un aereo a motore. Questo specifica comportò la costruzione di un veicolo con un peso a vuoto di quasi 100 kg; una quantità significativa di peso supplementare che certamente influì sulle prestazioni.

### Impiego operativo
Dopo diverse settimane di sperimentazione nei primi mesi del 1936, Casco decollò con il Pedaliante
e volò per circa 91,4 metri solamente con la propria forza muscolare, confermando così la possibilità del volo con la sola forza muscolare umana.
Anche se successivi calcoli hanno dimostrato che questo tipo di volo è comunque fisicamente possibile, gli autori dell'impresa furono d'accordo nel ritenere che questa impresa fu resa possibile solamente dalla notevole forza fisica e resistenza di Casco, e che quindi quest'impresa non poteva essere replicata da persone "normali".
Successivamente fu usata una catapulta di lancio alta 9 metri e così il 13 settembre 1936 il pedaliante riuscì a fare un volo di diverse centinaia di metri.
Il 18 marzo 1937, presso l'aeroporto di Cinisello Balsamo vicino a Milano, l'aereo fu lanciato da un'altezza di nove metri e Casco pedalò con successo per un 1 km intero, così come richiesto dalle specifiche del concorso italiano, ottenendo così il primo record mondiale per il volo a propulsione umana.
Tuttavia a causa della catapulta usata, non prevista dal regolamento del concorso, il volo effettuato non è stato omologato ed il pedaliante non poté per questo motivo vincere il premio messo in palio.

## Versioni
Il pedaliante è stato costruito e sviluppato in esemplare unico.
Durante i vari tentativi effettuati fu aumentato il diametro delle due eliche traenti da 1,90 metri a 2,25 metri.
I tentativi iniziali furono fatti senza l'uso di una catapulta, che invece fu successivamente usata, ad imitazione dei tentativi effettuati precedentemente con il Mufli tedesco.

## Esemplari attualmente esistenti
L'aereo, di cui si sono perse le tracce, fu dismesso l'anno seguente dopo aver fatto un totale 80 voli, di cui 43 fatti senza l'ausilio di una catapulta di lancio.
A quell'epoca, e per un lungo periodo successivo, il Mufli e il Pedaliante erano i più avanzati aeromobili a propulsione umana.

## Curiosità: altri velivoli a propulsione umana
A partire dell'esperienza del cicloaliante e del suo analogo tedesco Mufli, non si sono mai interrotti, negli anni, i tentativi di ripetere in modo sempre più convincente l'esperienza del volo a propulsione umana; questo fino ad arrivare ai più noti tentativi degli ultimi anni.
Di seguito un elenco delle imprese fatte e i progetti sviluppati a partire dell'esperienza pionieristica di Bossi:

### Coevi
- 1933-1935 Haessler e Villinger progettano il Mufli[20] con trasmissione a cinghia, un'ala di 5,5 m e con un peso a vuoto di 34 kg. Il 30 agosto 1935 volò per 235 m, dopo essere stato lanciato da un sistema di catapulta con cavi in tensione inseriti nella parte anteriore dell'aeromobile. Successivamente volò il 17 novembre 1936 per 427 m e più tardi il 4 luglio 1937 per 712 m. In totale ha effettuato 120 voli.

Il 18 marzo 1937 fu effettuato il record del mondo del pedaliante di Bossi e Bonomi; che venne presto contestato per il metodo di lancio e pertanto il pedaliante non risultò il vincitore dello stesso concorso nazionale.

### Successivi
- 1957 Perkins' RELUCTANT PHOENIX[21] con 17 kg di peso, testato in hangar per dirigibili a Cardington con 97 sollevamenti da terra.
- 1960-1961 su disegno e costruzione SUMPAC,[22] fu il primo aereo a propulsione umana a volare nel Regno Unito il 9 novembre 1961. Ali a canteliver di 24,4 m e con un peso di 60 kg, il miglior volo fu di 650 m.
- 1960-1961 PUFFIN
- 1965-1969 PUFFIN 2
- 1963 Roper WOODFORD
- 1964-1965 SOUTHEND 2
- 1965 TOUCAN
- 1966 LINNET I
- 1967 LINNET II,
- 1969 SM-OX
- 1970 LINNET III
- 1970 Wisley
- 1971  JUPITER
- 1971 WRIGHT
- 1971  LIVERPUFFIN
- 1972-1973 Nuovo disegno dell'EGRET,
- 1973 M.I.T. BURD
- 1976 OLYMPIAN
- 1974 Hurel AVIETTE,
- 1974-1976 DRAGONFLY
- 1974-1980 NEWBURY MANFLIER
- 1974 ICARUS
- 1976 STORK 'A',
- 1977 Gossamer Condor 2
- 1978 IBIS
- 1979 Gossamer Albatross
- 1980 PHOENIX
- 1981 MILAN
- 1983 HVS
- 1983 BIONIC BAT (GOSSAMER SWIFT)
- 1983 MIT MONARCH
- 1984 BIONIC BAT
- 1984 MUSCULAIR 1
- 1984 BIONIC BAT
- 1984 Il primo volo a propulsione umana con passeggero.  MUSCULAIR 1
- 1985 MUSCULAIR 2
- 1987 MICHELOB LIGHT EAGLE.
- 1988 DAEDALUS
- 1989 il primo volo a propulsione umana di un elicottero.